# Соболево (Смоленская область)
Соболево (Соболево-Воробьёво) — деревня в Смоленской области России, в Монастырщинском районе. Расположена в западной части области в 9 км к северу от Монастырщины, у автодороги Монастырщина - Смоленск, на правом берегу реки Вихры. Население — 260 жителей (2017 год). Административный центр Соболевского сельского поселения.

## Климат
Климат Соболево умеренно континентальный, смягчённый влиянием Атлантического океана. Для Соболево характерно прохладное и преимущественно дождливое лето, и довольно затяжная умеренно-холодная зима. Дневной температурный фонд на 0,4 градуса выше по сравнению с городом Смоленском, однако ночные температуры в Соболево ниже на 0,7 градуса.

## История
До революции 1917 года различали два поселения «Соболево» и «Воробьёво». Впоследствии название Соболево распространилось на оба села.
Впервые село упоминается во время Северной войны. С 10.09.1708 по 17.10.1708 в селе находился штаб Петра I. Первое описание села встречается в конце XVIII века, как Соболевская вотчина, принадлежащая полковнику А.Я. Вонлярлярскому. В 1908-1910 годах в селе А. Н. Поповым была построена женская учительская гимназия. Прекратила деятельность в 1956 г. На его базе открыт Соболевский детский дом.

## Достопримечательности
- Курганная группа в 1 км от села на левом берегу реки Вихра.
- « Дуб Петра I » находится в Соболевском парке, дубу более 400 лет.

## Парк усадьбы Поповых
- Парк в Соболево отнесен к особо охраняемым природным территориям. Это памятник природы регионального значения, образец русского усадебного парка XVII–XVIII веков. Особенностью парка является то, что парковая зона со всех сторон окаймлялась узкой лентой дубов, лип, тополей, ясеней и ив. В отдельных местах парка сохранились фрагменты аллей из лип, елей, тополей, берёз, дубов, а также группы старых деревьев, среди которых сохранились несколько лиственниц сибирских, одно дерево туи, один кедр. Сохранился и плодовый сад. Площадь парка – 15 гектаров.

## Связь
- МегаФон
- Билайн
- МТС
- TELE2

## Реки
Вихра - это крупнейшая река Монастырщинского района, возле которой стоит деревня Соболево, является правым притоком Сожа. Относится к бассейну Днепра и Черного моря.

## Юбилей д. Соболево
10 сентября 2018 года Соболеву исполнилось 310 лет с момента первого упоминания 1708 года.  

## Объекты социальной сферы
- Школа №1 (имени А. Н.Попова)